# Chorley (Cholmondeley)
Pour les articles homonymes, voir Chorley.
Chorley est une localité anglaise située dans le comté de Cheshire.